# Klingande
Klingande is een deephouse-act uit Frankrijk.

## Carrière
Cédric Steinmyller en Edgar Catry richtte in 2012 Klingande op. In 2013 braken ze door met de hit Jubel, die onder meer in Vlaanderen, Oostenrijk, Zwitserland, Duitsland en Italië op nummer 1 stond. In 2014 is Cédric Steinmyller alleen verder gegaan onder de artiesten naam van Klingande. 

## Discografie
| Single met eventuele hitnotering(en) in de Nederlandse Top 40 | Datum van verschijnen | Datum van binnenkomst | Hoogste positie | Aantal weken | Opmerkingen                |
| ------------------------------------------------------------- | --------------------- | --------------------- | --------------- | ------------ | -------------------------- |
| Jubel                                                         | 2013                  | 23-11-2013            | 9               | 25           | Nr. 9 in de Single Top 100 |

| Single met hitnotering(en) in de Vlaamse Ultratop 50 | Datum van verschijnen | Datum van binnenkomst | Hoogste positie | Aantal weken | Opmerkingen                 |
| ---------------------------------------------------- | --------------------- | --------------------- | --------------- | ------------ | --------------------------- |
| Jubel                                                | 2013                  | 07-12-2013            | 1(3wk)          | 24           |                             |
| Punga                                                | 2014                  | 26-04-2014            | 24              | 4            | Nr. 26 in de Radio 2 Top 30 |